# تيم سباستيان
تيم سباستيان (بالألمانية: Tim Sebastian)‏ (17 يناير 1984 بلايبزيغ في ألمانيا - ) هو لاعب كرة قدم ألماني (وحمل سابقاً جنسية ألمانيا الشرقية) في مركز الدفاع. لعب مع آر بي لايبزيغ وبادربورن 07 ونادي كارلسروه وهانزا روستوك.

## روابط خارجية
- تيم سباستيان على موقع إي إس بي إن إف سي (الإنجليزية)
- تيم سباستيان على موقع قاعدة بيانات كرة القدم.إي يو (الإنجليزية)
- تيم سباستيان على موقع بيانات كرة القدم. دي إي (الألمانية)
- تيم سباستيان على موقع Soccerway.com (الإنجليزية)
- تيم سباستيان على موقع عالم كرة القدم.نت (الإنجليزية)